# Built on Glass
Singles
1. Talk Is Cheap
Sortie : 23 juin 2014
2. 1998
Sortie : 28 septembre 2014
3. Gold
Sortie : 12 janvier 2015

Built on Glass est le premier album du musicien électronique australien Chet Faker, sorti le 11 avril 2014 sur les labels Future Classic et Opulent.

## Liste des pistes
Toutes les chansons sont écrites et composées par Nick Murphy.
| No  | Titre                       | Durée |
| --- | --------------------------- | ----- |
| 1.  | Release Your Problems       | 3:12  |
| 2.  | Talk Is Cheap               | 3:38  |
| 3.  | No Advice (Airport version) | 1:45  |
| 4.  | Melt (featuring Kilo Kish)  | 4:10  |
| 5.  | Gold                        | 4:45  |
| 6.  | To Me                       | 5:14  |
| 7.  | /                           | 0:18  |
| 8.  | Blush                       | 4:47  |
| 9.  | 1998                        | 6:05  |
| 10. | Cigarettes & Loneliness     | 7:52  |
| 11. | A Lesson in Patience        | 5:45  |
| 12. | Dead Body                   | 3:54  |

## Crédits
Musiciens
- Nick Murphy – chant
- Lakisha Robinson – artiste en featuring (piste 4)
- CLEOPOLD – Guitare solo (piste 12)

Visuel
- Tin & Ed – Direction artistique, photographie

Production
- Nick Murphy – Direction artistique, enregistrement
- Eric J Dubowsky – Mixage
- Brian Lucey[9] – Mastering

## Classements
| Classement (2014)                        | Meilleure position |
| ---------------------------------------- | ------------------ |
| Australie (ARIA)                         | 1                  |
| Australie(AIR, Independant Albums)       | 1                  |
| Belgique (Flandre Ultratop)              | 31                 |
| Belgique (Wallonie Ultratop)             | 38                 |
| France (SNEP)                            | 76                 |
| Pays-Bas (Mega Album Top 100)            | 51                 |
| Nouvelle-Zélande (RIANZ)                 | 6                  |
| Suisse (Schweizer Hitparade)             | 49                 |
| Royaume-Uni (UK Albums Chart)            | 87                 |
| États-Unis (Billboard 200)               | 158                |
| États-Unis (Top Dance/Electronic Albums) | 6                  |

| Classement (2014) | Position |
| ----------------- | -------- |
| Australie (ARIA)  | 12       |

| Pays      | Organisme | Certification | Exemplaires vendus |
| --------- | --------- | ------------- | ------------------ |
| Australie | ARIA      | Platine       | 70 000             |

## Historique de sorties
| Pays        | Date          | Format(s)                        | Label                   | Catalogue             | Réf.   |
| ----------- | ------------- | -------------------------------- | ----------------------- | --------------------- | ------ |
| Australie   | 11 avril 2014 | CD, 2×LP, téléchargement digital | Future Classic, Opulent | FCL107, FCL107, —     | [ 22 ] |
| Royaume-Uni | 14 avril 2014 | CD, 2×LP, téléchargement digital | Future Classic          | FCL107CD, FCL107, —   |        |
| États-Unis  | 15 avril 2014 | CD, 2×LP, téléchargement digital | Downtown                | DWT70381, DWT70382, — |        |
| Japon       | 30 avril 2014 | CD, téléchargement digital       | Future Classic, Hostess | HSE-30334, —          | [ 23 ] |

## Tournée (février 2015)
Fin 2014, Faker dévoile les dates de sa tournée en Australie. C'est sa plus grosse tournée en date, qui servira à la promotion de son album.
- Mercredi 11 février – ANU Bar, Canberra /
- Vendredi13 février – Hordern Pavillion, Sydney /
- Samedi 14 février – Convention Centre, Brisbane /
- Vendredi 20 février – Chevron Gardens, Perth Festival /
- Samedi 21 février – Chevron Gardens, Perth Festival /
- Jeudi 26 février – Palais Theatre, Melbourne
- Vendredi 27 février – Palais Theatre, Melbourne /
- Samedi 28 février – Thebarton Theatre, Adelaide /